# 高野伸生
高野 伸生（こうの のぶお、旧字体: 髙野 伸生、1949年 <昭和24年> 3月24日 - ）は、日本の政治家。自由民主党所属の元大阪市会議員 (7期)、元大阪市議会議長。旭日小綬章受章者。

## 来歴
1949年、大阪市住之江区 安立生まれ。1961年 大阪市立安立小学校、1971年 同志社大学経済学部卒業。ニチメン で勤務した後、1991年 (平成3年) 大阪市会議員に初当選。1996年度 同市監査委員、1998年度 同市会文教経済委員長、2001年度 自民党大阪市会議員団政調会長、2004年度 同市会都市再生特別委員会委員長、2005年6月 第101代大阪市会議長に就任。1998年5月 自由民主党・市民クラブ大阪市会議員団幹事長、2015年5月 大阪市会民生保健委員長。

## 選挙歴
- 2003年4月 大阪市会議員選挙 住之江区選挙区 (定数4) で2位当選[3]
- 2007年4月 大阪市会議員選挙 住之江区選挙区 (定数4) で2位当選[4]
- 2011年4月 大阪市会議員選挙 住之江区選挙区 (定数4) で3位当選[5]
- 2015年4月 大阪市会議員選挙 住之江区選挙区 (定数4) で4位当選[6]
- 2019年4月 大阪市会議員選挙 住之江区選挙区 (定数4) で5位落選[7]

## 栄典
- 2021年11月 令和3年秋の叙勲で旭日小綬章を受章[8]